# Marco Marazzoli
Marco Marazzoli també anomenat Marco dall'Arpa' (Parma. 1602? – 26 de gener de 1662) fou un compositor italià.
Fou chantre de la capella pontifical, beneficiat de Santa Maria la Major i director de cerimonies de l'església. Al Vaticà, junt a Loreto Vittori, Filippo Vitali i Marc'Antonio Pasqualini, formà un grup que cantava en les òperes pel cardenal Barberini (més tard Papa Urbà VIII). Va pertànyer a la música de la reina Cristina de Suècia, i, a més de nombrosos madrigals, cantates i oratoris, deixa les obres següents:
- Amori di Giasane e d'Isifile, (1642),
- L'arme e gli amori,
- Del male il bene,
- La vita umana, (Venècia, 1658).